# Каширский, Владимир Викторович
Владимир Викторович Каширский (19 октября 1941, Пенза, РСФСР, СССР — 10 июня 2023, Пенза, Россия) — советский и российский дирижёр и хормейстер. Заслуженный артист Российской Федерации (1994). Заслуженный деятель искусств Российской Федерации (2009). Почетный гражданин города Пензы (2013).
Художественный руководитель и главный дирижёр Пензенской Губернаторской симфонической капеллы (2003—2023).

## Биография
Родился 19 октября 1941 года в городе Пензе.
В 1978 году окончил Куйбышевский государственный институт культуры по специальности «культурно-просветительская работа» и получил квалификацию «дирижер самодеятельного академического хора».
В 1991 году окончил Горьковскую государственную консерваторию им. М. И. Глинки по специальности «дирижёр хора».
В 1964—1978 годы работал художественным руководителем клубов предприятий города Пензы: «Тяжпромарматура», «Пензтекстильмаш» и ДК «Маяк».
С 1978 года — хормейстер академического хора Дворца культуры им. Ф. Э. Дзержинского. В 1984 году на его основе он формирует городской академический хор. Впоследствии он создал еще несколько новых музыкально-хоровых коллективов.
В 1991 году организовал и возглавил уникальный «Центр русской хоровой и вокальной культуры», который консолидировал Пензенский городской академический хор, муниципальный симфонический оркестр, городской хор ветеранов войны и труда и хор мальчиков «Виват».
В августе 2003 года назначен художественным руководителем Пензенской областной филармонии. По инициативе губернатора Пензенской области Василия Бочкарёва на базе Пензенского академического хора и симфонического оркестра создана губернаторская симфоническая капелла, художественным руководителем которой стал Владимир Каширский.
Скончался 10 июня 2023 года на 82-м году жизни.

## Награды
- Заслуженный артист Российской Федерации (1994)[6];
- Заслуженный деятель искусств Российской Федерации (2009)[7];
- Почётный гражданин города Пензы (2013);
- Нагрудный знак «Во славу земли Пензенской» (2011);
- Медаль «За активную работу по патриотическому воспитанию» (2014);
- Медаль священноисповедника Иоанна Оленевского II степени (2011) (Пензенская епархия РПЦ);
- Почетная грамота Пензенской области под № 1 (2021)[8];
- Заслуженный работник культуры Пензенской области» (2014);
- Премия Губернатора Пензенской области за достижения в области средств массовой информации, культуры и искусства (2011) — за вклад в развитие музыкального искусства[9];
- Памятный знак «За заслуги в развитии города Пензы» (26.08.2011)[10].

## Документальные фильмы и телепередачи
- «Россия 24. Пенза»: любовь к музыке, как секрет долголетия. Владимиру Каширскому — 80" (ГТРК «Россия 1. Пенза», 2021)[11];
- ПЕНЗАКОНЦЕРТ - Юбилей Владимира Каширского (19.10.2021) (Пензенская областная филармония, 2021).